# Binomiális együttható
A matematikában az {\displaystyle {\tbinom {n}{k}}} binomiális együttható a binomiális tételben előforduló együttható, ami a matematika különböző ágaiban bír jelentőséggel. Az {\displaystyle {\tbinom {n}{k}}} kifejezést a magyarban így olvassák: „n alatt a k”.
Algebrai megközítésben {\displaystyle {\tbinom {n}{k}}} az {\displaystyle (1+x)^{n}} kifejtésében az {\displaystyle x^{k}} együtthatója. A kombinatorikában {\displaystyle {\tbinom {n}{k}}} egy n elemű halmaz k elemű részhalmazainak a száma, ami azt mutatja meg, hányféleképpen választható ki k elem n különböző elem közül.
Az {\displaystyle {\tbinom {n}{k}}} jelölést Andreas von Ettingshausen vezette be 1826-ban, habár a számokat már századokkal előtte is ismerték (lásd Pascal-háromszög). Alternatív jelölések a {\displaystyle ^{n}C_{k}}, {\displaystyle C_{k}^{n}}, {\displaystyle C_{n}^{k}}, melyek mindegyikében a C betű a kombinációkra utal.

## Definíció
Az n és k természetes számoknál, az {\displaystyle {\tbinom {n}{k}}} binomiális együtthatót az egytagú {\displaystyle X^{k}} együtthatójaként lehet leírni az {\displaystyle (1+X)^{n}} kifejezésben. Ugyanez az együttható fordul elő, ha k ≤ n a binomiális tételben.
{\displaystyle (x+y)^{n}=\sum _{k=0}^{n}{\binom {n}{k}}x^{n-k}y^{k}},
ami megmagyarázza a „binomiális együttható” nevet.
A binomiális együttható jelöli a kombinatorikában azt a számot, ahányféleképpen ki tudunk választani n különböző elemből k darabot, feltéve, hogy a kiválasztás sorrendje nem számít és minden elem legfeljebb egyszer választható (n elem k-adosztályú ismétlés nélküli kombinációinak száma); ezzel ekvivalens, hogy egy n-elemű halmazban a k-elemű részhalmazok (vagy k-kombinációk) számát is a binomiális együttható adja meg.

### Rekurzív képlet
Van egy rekurzív képlete a binomiális együtthatóknak.
{\displaystyle {\binom {n}{k}}={\binom {n-1}{k-1}}+{\binom {n-1}{k}}\quad {\mbox{minden olyan egészre, ahol }}n,k>0,}
ezekkel a kezdőértékekkel:
{\displaystyle {\binom {n}{0}}={\binom {n}{n}}=1\quad {\mbox{minden n-nél, ahol }}n\in \mathbb {N} ,}
{\displaystyle {\binom {0}{k}}=0\quad {\mbox{minden egésznél, ahol }}k>0.}
A képlet vagy megszámolja a kitevőket Xk-ig (1 + X)n−1(1 + X)-ben, vagy a {1, 2, ..., n} k'-kombinációit számolja meg, külön-külön azt, ami tartalmazza az n-et és ami nem.
Ebből adódik, hogy {\displaystyle {\tbinom {n}{k}}=0} amikor k > n, és {\displaystyle {\tbinom {n}{n}}=1} minden n-re, hogy az ilyen eseteknél a rekurzió megállhasson. Ez a rekurzív képlet lehetővé teszi a Pascal-háromszög szerkesztését.

### Szorzási képlet
Egy, egyedi binomiális együtthatók kiszámítására alkalmazott, hatékonyabb módot ez a képlet jeleníti meg:
{\displaystyle {\binom {n}{k}}={\frac {n^{\underline {k}}}{k!}}={\frac {n(n-1)(n-2)\cdots (n-k+1)}{k(k-1)(k-2)\cdots 1}}=\prod _{i=1}^{k}{\frac {n-k+i}{i}}.}
Ezt a képletet legkönnyebb megérteni a binomiális együttható kombinatorikai értelmezéséhez.
A számláló megadja a k eltérő tárgyak számsorának n tárgyak halmazából való kiválasztásához szükséges eljárások számát, megőrizve a kiválasztás sorrendjét. A nevező megszámolja az eltérő számsorok számát, amik ugyanazt a k-kombinációt határozzák meg, amikor nem vesszük figyelembe a sorrendet.

### Faktoriális képlet
Végül, van egy faktoriálisokat használó könnyen megjegyezhető képlet:
{\displaystyle {\binom {n}{k}}={\frac {n!}{k!\,(n-k)!}}\quad {\mbox{ahol }}\ 0\leq k\leq n.}
ahol n! az n faktoriálisát fejezi ki. Ez a képlet a fenti szorzási képletből adódik a számláló és nevező (n − k)!-sal való megszorzásával; következményképpen a számláló és nevező sok közös tényezőjét magában foglalva. Kevésbé praktikus nyílt számításra, hacsak nem iktatjuk ki a közös tényezőket először (mivel a faktoriális értékek nagyon gyorsan nőnek). A képlet egy szimmetriát is mutat, ami nem annyira nyilvánvaló a szorzási képletből (habár a definíciókból jön)
{\displaystyle {\binom {n}{k}}={\binom {n}{n-k}}\quad {\mbox{ahol }}\ 0\leq k\leq n.}

## Tulajdonságai

### A binomiális együtthatók összege
{\displaystyle \sum _{k=0}^{n}{\binom {n}{k}}={\binom {n}{0}}+{\binom {n}{1}}+\dotsb +{\binom {n}{n}}=2^{n}.}
Ez éppen egy n elemű halmaz részhalmazait számolja le elemszám szerint. Az összegzési képlet levezethető a binomiális tételből az {\displaystyle x=y=1}
helyettesítéssel.

### Alternáló összeg
{\displaystyle \sum _{k=0}^{n}(-1)^{k}{\binom {n}{k}}={\binom {n}{0}}-{\binom {n}{1}}+{\binom {n}{2}}-\dotsb =0} minden {\displaystyle n>0}.
Kombinatorikai jelentése: egy halmaznak ugyanannyi páros, mint páratlan elemszámú részhalmaza van.
A képlet páratlan n-re azonnal következik a szimmetriából. Tetszőleges n-re belátható a binomiális tétellel és az
{\displaystyle x=1} és {\displaystyle y=-1} (vagy {\displaystyle x=-1} és {\displaystyle y=1}) helyettesítéssel.

### Eltolt összeg
{\displaystyle \sum _{k=0}^{m}{\binom {n+k}{n}}={\binom {n}{n}}+{\binom {n+1}{n}}+\dotsb +{\binom {n+m}{n}}={\binom {n+m+1}{n+1}}}

### Vandermonde-azonosság
{\displaystyle \sum _{j=0}^{k}{\binom {m}{j}}{\binom {n}{k-j}}={\binom {m+n}{k}}.}
Az állítás kombinatorikai érveléssel belátható:
Vegyük gömbök n+m elemű halmazát, amiben m gömb piros. Leszámláljuk a gömbök k elemű részhalmazait aszerint, hogy mennyi piros gömböt tartalmaznak.
Egy másik bizonyítás az {\displaystyle (1+x)^{m+n}=(1+x)^{m}(1+x)^{n}} felbontásból és az együtthatók összehasonlításából adódik.

## Alkalmazásai
A binomiális együtthatóknak több különféle alkalmazása van.

### A kombinatorikában
A binomiális együtthatók központi szerephez jutnak a leszámláló kombinatorikában, ahol is {\displaystyle {\tbinom {n}{k}}} az n elemű halmaz k elemű részhalmazainak száma, vagyis ennyiféleképpen lehet n elem közül kiválasztani k-t a sorrend figyelembe vétele nélkül.
Szemléletesen, kiszámítjuk az összes n hosszú sorozatot, majd kiválasztunk k helyet, és azt akarjuk tudni, hogy hányféleképpen tölthetők fel ezek a helyek. Mivel az elemek sorrendje nem játszik szerepet, ezért osztani kell k!-sal; és mivel az érdektelen elemek sorrendje szintén nem fontos, ezért osztunk (n-k)!-sal is.

### Az analízisben

#### Binomiális sorok
Ha {\displaystyle n\in \mathbb {N} _{0}}, {\displaystyle z\in \mathbb {C} \setminus \{1\}} és {\displaystyle |z|\geq 1} akkor
{\displaystyle \sum _{k=0}^{\infty }{\binom {k}{n}}{\frac {1}{z^{k+1}}}=\sum _{k=n}^{\infty }{\binom {k}{n}}{\frac {1}{z^{k+1}}}={\frac {1}{(z-1)^{n+1}}}},
amely binomiális sor a mértani sorok általánosítása.
Hogyha {\displaystyle |z|\leq 1}, {\displaystyle z\neq -1} és {\displaystyle \alpha \in \mathbb {C} }, akkor a
{\displaystyle \sum _{k=0}^{\infty }{\binom {\alpha }{k}}z^{k}=(1+z)^{\alpha }}
binomiális sor szintén konvergál.

#### A bétafüggvény
Teljes indukcióval bizonyítható minden {\displaystyle m,n\geq 0}-re, hogy
{\displaystyle \sum \limits _{k=0}^{n}{\binom {n}{k}}{\frac {(-1)^{k}}{m+k+1}}={\dfrac {1}{(m+n+1)\displaystyle {\binom {m+n}{m}}}}},
a szimmetria miatt
{\displaystyle \sum \limits _{k=0}^{n}{\binom {n}{k}}{\frac {(-1)^{k}}{m+k+1}}=\sum \limits _{k=0}^{m}{\binom {m}{k}}{\frac {(-1)^{k}}{n+k+1}}}
A bétafüggvény kiterjeszthető a komplex számok halmazára, ha {\displaystyle z,s\in \mathbb {C} }, {\displaystyle -z,-s\notin \mathbb {N} } és {\displaystyle s+z\neq -1}
{\displaystyle \sum \limits _{k=0}^{\infty }{\binom {s}{k}}{\frac {(-1)^{k}}{z+k+1}}={\dfrac {1}{(z+s+1)\displaystyle {\binom {z+s}{s}}}}=\mathrm {B} (z+1,s+1)}.

#### A gammafüggvény
Minden {\displaystyle -z\notin \{0,1,2,\dots ,n\}}-re:
{\displaystyle \sum \limits _{k=0}^{n}{\binom {n}{k}}{\frac {(-1)^{k}}{z+k}}={\frac {n!}{z\,(z+1)\,(z+2)\cdot ...\cdot (z+n)}}}.
{\displaystyle \mathrm {Re} \,z>0} esetén a törtek felírhatók integrálokként
{\displaystyle {\frac {1}{z+k}}=\int \limits _{0}^{1}t^{z+k-1}\mathrm {d} t}
a hatványokat a binomiális képlet szerint összegezve
{\displaystyle \sum \limits _{k=0}^{n}{\binom {n}{k}}{\frac {(-1)^{k}}{z+k}}=\int \limits _{0}^{1}t^{z-1}(1-t)^{n}\mathrm {d} t=n^{-z}\int \limits _{0}^{n}t^{z-1}\left(1-{\frac {t}{n}}\right)^{n}\mathrm {d} t},
ahol az utolsó integrálban t-t helyettesítünk t/n-be.
Be kell még látni, hogy a helyettesítések elvégezhetők, és a főbb tulajdonságok megmaradnak.
Így az egyenlőtlenség a
{\displaystyle \int \limits _{0}^{n}t^{z-1}\left(1-{\frac {t}{n}}\right)^{n}\mathrm {d} t={\frac {n^{z}\,n!}{z\,(z+1)\,(z+2)\cdot ...\cdot (z+n)}}}
alakot nyeri,
ahol a {\displaystyle n\to \infty } határátmenet éppen a Gauss-féle
{\displaystyle \Gamma (z)=\lim \limits _{n\to \infty }{\frac {n^{z}\,n!}{z\,(z+1)\,(z+2)\cdot ...\cdot (z+n)}}},
alakot adja.

#### A digamma és az Euler-Mascheroni konstans
Minde {\displaystyle m,n\in \mathbb {N} }-re, amire {\displaystyle m\leq n}
{\displaystyle \sum \limits _{k=1}^{m}{\binom {n}{m-k}}{\frac {(-1)^{k-1}}{k}}={\binom {n}{m}}\sum \limits _{k=n-m+1}^{n}{\frac {1}{k}}},
ami {\displaystyle m}szerinti indukcióval belátható. Az {\displaystyle n=m} speciális esetre az egyenlet
{\displaystyle \sum \limits _{k=1}^{n}{\binom {n}{k}}{\frac {(-1)^{k-1}}{k}}=\sum \limits _{k=1}^{n}{\frac {1}{k}}}.
Az összeget a sorral helyettesítve
{\displaystyle \sum \limits _{k=1}^{\infty }{\binom {x}{k}}{\frac {(-1)^{k-1}}{k}}=\psi (x+1)+\gamma }
ahol {\displaystyle \gamma } Euler-Mascheroni-konstans és
{\displaystyle \psi (x)}a digammafüggvény,
interpolálja a {\displaystyle a_{n}=\sum \limits _{k=1}^{n}{\frac {1}{k}}} sorozatot.

## Általánosításai
A binomiális együtthatónak több általánosítása is létezik.
A szorzási képlet alapján általánosítható valós a-kra és egész k-kra:
{\displaystyle {\binom {a}{k}}={\frac {a^{\underline {k}}}{k!}}={\frac {a(a-1)(a-2)\cdots (a-k+1)}{k(k-1)(k-2)\cdots 1}}=\prod _{i=1}^{k}{\frac {a-k+i}{i}}.}
Minden a-ra és k=0-ra az értéke 1, és minden a-ra és negatív k-kra az értéke 0.
A multinomiális együtthatók az (x1+x2+ … + xm)n alakú polinomok együtthatói. A faktoriális képlet általánosításával számíthatók:
{\displaystyle {\binom {n}{k_{1},k_{2},\dots ,k_{m}}}={\frac {n!}{k_{1}!\,k_{2}!\,\dots \,k_{m}!}}}
ahol minden ki nemnegatív, és összegük egyenlő n-nel.

## Fordítás
- Ez a szócikk részben vagy egészben  a   Binomialkoeffizient című német Wikipédia-szócikk fordításán alapul.  Az eredeti cikk szerkesztőit annak laptörténete sorolja fel. Ez a jelzés csupán a megfogalmazás eredetét és a szerzői jogokat jelzi, nem szolgál a cikkben szereplő információk forrásmegjelöléseként.